# Forest (Bélgica)

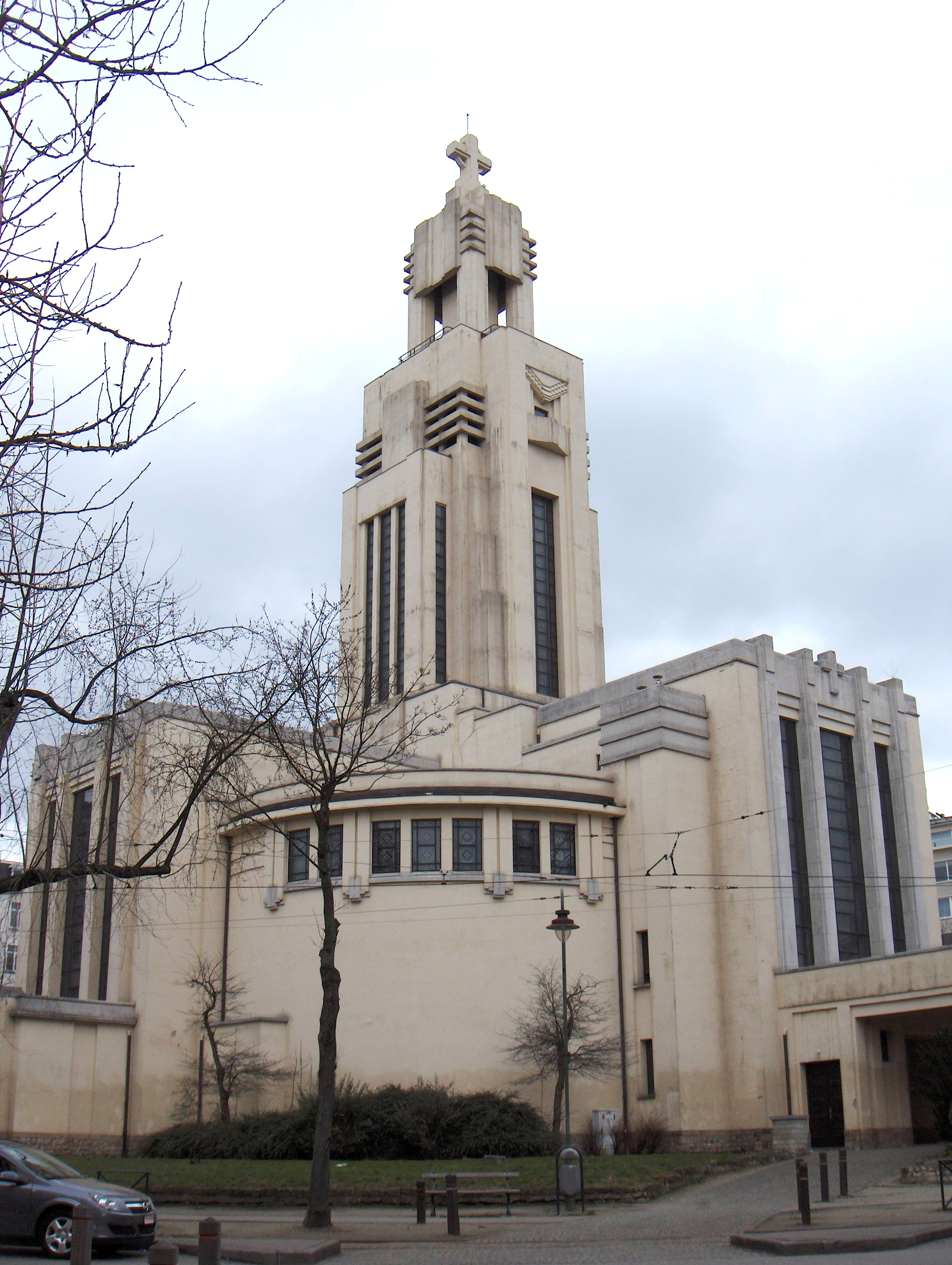
Iglesia en Forest, de estilo art decó.

Forest (francés) o Vorst (neerlandés) es uno de los diecinueve municipios de la Región de Bruselas-Capital (Bélgica). 
El 1 de enero de 2019, contaba con  56.289 habitantes, lo que supone una densidad de población de 9.006,24 habitantes por km² al tener un área total de 6,25 km².

## Demografía

### Evolución
Todos los datos históricos relativos al actual municipio, el siguiente gráfico refleja su evolución demográfica.
| Gráfica de evolución demográfica de Forest entre 1846 y 2020 |
|                                                              |